# Emil Schneider (Jurist)
Emil Schneider (* 16. August 1871 in Neuburg an der Donau; † nach 1936) war ein deutscher Verwaltungsjurist und Bezirksoberamtmann.

## Leben
Nach dem Abitur am Descartes-Gymnasium in seiner Heimatstadt studierte Emil Schneider Rechtswissenschaften an der Ludwig-Maximilians-Universität München, wo er 1895 mit der Dissertation „Zur Entstehung der Cyklonen und Anticyklonen“ zum Dr. phil. promovierte. Seinen Militärdienst als Einjährig-Freiwilliger leistete er bei der Landwehr, legte 1898 in Augsburg das Große juristische Staatsexamen mit der Note II ab und erhielt, nachdem er bei einem Rechtsanwalt Beschäftigung gefunden hatte, zum 6. September 1900 eine Anstellung als geprüfter Rechtspraktikant bei der Regierung von Oberbayern. Er wechselte in die Kommunalverwaltung und wurde Assessor beim Bezirksamt Mallersdorf und in Friedberg. Am 1. März 1913 zur vorübergehenden Dienstleistung beim Bezirksamt Schrobenhausen abgeordnet, kam er zum 15. Juli 1916 zum Bezirksamt München. Er musste Kriegsdienst leisten, wurde beurlaubt und zum 1. Juni 1915 Bezirksamtmann in Burglengenfeld. Dieses Amt hatte er bis zu seinem Weggang als Bezirksamtsvorstand in Schrobenhausen zum 1. April 1919 inne. Dort wurde er zum 1. April 1920 als Bezirksoberamtmann übergeleitet und zum Jahresbeginn 1926 zum Regierungsrat ernannt. Zum 1. Oktober 1936 wurde Schneider in den Ruhestand verabschiedet.